# Steve Timmons
Steven Dennis "Steve" Timmons, född 29 november 1958 i Newport Beach i Kalifornien, är en amerikansk före detta volleybollspelare.
Timmons blev med USA:s herrlandslag i volleyboll olympisk guldmedaljör vid både vid sommarspelen 1984 i Los Angeles och 1988 i Seoul. Han vann även VM 1986.